# Saint-Pantaléon-les-Vignes
Saint-Pantaléon-les-Vignes là một xã thuộc tỉnh Drôme trong vùng Auvergne-Rhône-Alpes ở đông nam nước Pháp. Xã Saint-Pantaléon-les-Vignes nằm ở khu vực có độ cao 250 mét trên mực nước biển.